# Contea di Seminole (Florida)
La contea di Seminole (in inglese Seminole County) è una contea della Florida, negli Stati Uniti. Il suo capoluogo amministrativo è Sanford.

## Geografia fisica
La contea ha un'area di 893 km² di cui il 10,63% è coperto d'acqua. Confina con:
- Contea di Brevard - sud-est
- Contea di Volusia - nord-est
- Contea di Orange - sud-ovest
- Contea di Lake - ovest

## Storia
La Contea di Seminole fu creata nel 1913 da una parte della Contea di Orange. Fu chiamata così per la tribù indiana dei Seminole. Si pensa che la parola Seminole derivi dalla parola spagnola Cimarron che significa "selvaggio" o "fuggitivo".

## Città principali
- Altamonte Springs
- Casselberry
- Lake Mary
- Longwood
- Oviedo
- Sanford
- Winter Springs

## Politica
| Anno | Repubblicani | Democratici | Altri |
| ---- | ------------ | ----------- | ----- |
| 2004 | 58,1%        | 41,3%       | 0,6%  |
| 2000 | 55%          | 43%         | 2%    |
| 1996 | 52%          | 39,2%       | 8,7%  |
| 1992 | 48,6%        | 30,3%       | 21,2% |
| 1988 | 72,2%        | 27,1%       | 0,7%  |